# Françoise Dolto
Françoise Dolto (ur. 6 listopada 1908, zm. 25 sierpnia 1988) – francuska pediatrka i psychoanalityczka. 
Dolto znana z publikacji naukowych, ale również ze znacznej obecności w mediach, gdzie popularyzowała ideę według której niemowlę oraz dziecko są pełnoprawnymi podmiotami psychologicznymi, w relacji z którymi istotne jest słowo (parole) i rozmowa. Dolto twierdziła, że dziecko, zaczynając chodzić i zdobywając przez to pewna niezależność, komunikuje już pewna samodzielność i afirmuje się jako jednostka. 
Autorka poświęciła również wiele uwagi relacjom między dziećmi i rodzicami, skupiając się m.in. na kompleksie Edypa, podkreślając istotność obecności ojca od pierwszych dni życia dziecka. Obecność tej drugiej osoby pomagać ma dziecku w zrozumieniu, że nie stanowi z matka jedności i, poprzez tę frustrację, dziecko możne zacząć budować swoją indywidualność. Te poglądy stały się z jednej strony bardzo popularne, a z drugiej – bardzo kontestowane. Kompleks Edypa, dla szkoły freudowskiej, nie mógł mieć miejsca już na poziomie niemowlęcym, a i nie ma pewności, że niemowlę naprawdę rozumie słowa, które się do niego mówi. 

## Publikacje wydane po polsku
- Dziecko i święto, Warszawa : Wydawnictwo Naukowe PWN, 2002.
- Dziecko w mieście, Warszawa : Wydawnictwo Naukowe PWN, 2002.
- Nastolatki, Warszawa : "W.A.B.", 1995
- Porozmawiajmy o dojrzewaniu : kompleks homara, Warszawa : Wydawnictwa Szkolne i Pedagogiczne, 1996
- Rozmowy z dzieckiem o śmierci, Warszawa : Wydawnictwo Naukowe PWN, 2002.
- Zrozumieć dziecko : rozmowy o wychowaniu, Warszawa : Wydaw. Jacek Santorski & Co, 2002.